# S vremena na vreme (album)
S vremena na vreme je prvi studijski album srpskog rok benda S vremena na vreme.
Album je snimljen u studijima RTV Ljubljana od 14. aprila do 20. aprila 1975. godine, osim pesme „Nada” koja je snimljena u studiju 10 RTV Beograda (decembar 1973). Album sadrži 11 pesama, među njima su: „Tema classica”, „Traži mene”, „Utočište”, „Ko”, „Sunčana strana”, a predstavlja jednu od najboljih jugoslovenskih akustičarskih ploča.

## Spisak pesama
1. Biblijska Tema 	     4:03
2. Ko? 	             3:24
3. Traži Mene 	     2:39
4. Utočište 	     2:54
5. Tema Za Šargiju      2:11
6. Dalek Sprema Se Put  3:37
7. Nada 	             5:23
8. O Glumcu I Narodu    2:06
9. Sunčana Strana Ulice 2:15
10. Ostavljam Sve I Idem 3:56
11. 4:26

## Postava benda
- Asim Sarvan – vokal
- Ljubomir Ninković – gitara, vokal
- Miomir Đukić – gitara
- Vojislav Đukić – bas

Gosti
- Nikola Jager – bubnjevi
- Robert Nemeček – bas

## Spoljašnje veze
- Janjatović, Petar (2003). Ex YU rock enciklopedija. Beograd: Čigoja štampa.  137175308.